# پادشاهی ایمرتی
پادشاهی ایمرتی (گرجی: იმერეთის სამეფო) یک پادشاهی گرجستانی بود که در سال ۱۴۵۵ توسط یکی از اعضای خاندان باگراتیونی در زمان تقسیم پادشاهی متحد گرجستان به پادشاهی‌های کوچکتر و رقیب ایجاد شد. تا پیش از آن زمان، ایمرتی یک پادشاهی جداگانه در قلمرو پادشاهی گرجستان به حساب می‌آمد که شاخه‌ای از خانواده سلطنتی باگراتیونی حکومت آن را بر عهده داشت.
این قلمرو توسط جورج پنجم فتح شد و بار دیگر با پادشاهی شرقی گرجستان متحد شد. با این حال، از سال ۱۴۵۵ به بعد، ایمرتی به مدت چندین قرن به میدان نبرد دائمی بین نیروهای گرجستان و عثمانی تبدیل شد که منجر به افول تدریجی پادشاهی به دلیل جنگ‌ها و بی‌ثباتی مداوم شد. این تهدیدها حاکمان محلی گرجستان را وادار کرد تا به دنبال روابط نزدیکتر با روسیه تزاری باشند. در سال ۱۶۴۹، ایمرتی سفیران خود را به دربار سلطنتی روسیه فرستاد و روسیه در سال ۱۶۵۱ از آن استقبال کرد. در حضور سفرای روسیه، الکساندر سوم ایمرتی با تزار الکسی روسیه سوگند وفاداری یاد کرد. با این حال، درگیری‌های داخلی میان خاندان سلطنتی گرجستان ادامه یافت و اگرچه الکساندر سوم برای مدت کوتاهی توانست تمام گرجستان غربی را کنترل کند، اما این تحکیم کوتاه مدت بود. تا زمان مرگ او در سال ۱۶۶۰، گرجستان غربی هنوز در بی‌ثباتی بود. در این دوره پر هرج و مرج، ارچیل ایمرتی چندین بار بر تخت سلطنت نشست و خلع شد. تلاش‌های او برای جلب کمک‌های روسیه و بعداً پاپ اینوسنت دوازدهم ناموفق بود و سرانجام به روسیه تبعید شد.
تحت فشار پاول سیسیانوف، در سال ۱۸۰۴ سلیمان دوم ایمرتی فرمانروایی امپراتوری روسیه را پذیرفت، اما در سال ۱۸۱۰ به‌طور کامل ار سلطنت خلع شد. در طی زمانی که ایمرتی یک دولت خراجگذار بود، شاهزادگان مینگرلیا، آبخازیا و گوریا استقلال خود را از ایمرتی اعلام کردند و دولت‌های خود را تأسیس کردند.